# Nickelmynt
Nickelmynt användes i äldre tider som skiljemynt. Som myntmetall användes nästan uteslutande dels starkt kopparblandat silver, dels koppar, dels också så kallad myntbrons, en legering av 95 procent koppar, 4 procent tenn och l procent zink. Huvudsakligast av snygghetsskäl och för att kunna få mynten större införde man under 1850-talet nickel som myntmetall. I Schweiz gjordes det första försöket 1850 med en legering av 10 procent nickel, 10 procent silver, 55 procent koppar och 25 procent zink för myntet 10 centimes. Sedermera följde Förenta staterna 1857 med en legering av 12 procent nickel och 88 procent koppar för mynten l cent samt Belgien 1860 med en legering av 25 procent nickel och 75 procent koppar för mynten 5, 10 och 20 centimes. Nickelmynt präglades sedan i ett flertal länder, antingen med en legering av 25 procent nickel och 75 procent koppar eller också ren nickel. För att nickelmynten inte skulle förväxlas med silvermynt, gjordes ibland vissa anordningar. Så var till exempel de belgiska nickelmynten försedda med ett runt hål i mitten och den franska 25-centimen begränsades inte av en cirkel, utan av en 22-hörning.